# Zoneait
Zoneait ('grote tand' in de Kiowa-taal) is een geslacht van uitgestorven thalattosuchide Crocodylomorpha, bekend van de enige soort Zoneait nargorum uit het Midden-Jura van Oregon. 

## Naamgeving
De typesoort is Zoneait nargorum. Hij werd in 2015 benoemd door paleontoloog Eric Wilberg op basis van verschillende gedeeltelijke schedels, wervels en voorpootbotten die werden gevonden in een uitloper van de Snowshoeformatie nabij de stad Izee. De geslachtsnaam is het Kiowa Zone Ait, 'grote tand', en verwijzing naar het watermonster Zone Ait Ghahnay uit de legenden van die stam. De soortaanduiding verwijst naar de NARG, de North American Research Group die de fossielen ontdekte en prepareerde.
Het holotype is UOMNH F39539, een gedeeltelijk skelet met schedel. De specimina USNM 244292 (een snuit met onderkaak), USNM 244476 (een snuit), USNM 256441 (een rechteropperarmbeen), USNM 256442 (wervel), USNM 256443 (wervel, en USNM 256444 (een wervel die al in 1979 beschreven werd) zijn toegewezen.
In 1989 werd door Stricker en Taylor een exemplaar gemeld dat achteraf gezien waarschijnlijk van deze soort was. Het werd nooit beschreven en ook niet in de collectie van een instituut geplaatst. In 2015 was het niet beschikbaar voor studie.

## Beschrijving

### Grootte en onderscheidende kenmerken
Verschillende onderscheidende kenmerken zijn vastgesteld. Sommige zijn autapomorfieën, unieke afgeleide eigenschappen. De onderkant van het voorhoofdsbeen heeft een naar beneden stekend richel op de dak van de neusholte. Het traanbeen heeft een groot foramen op de middelste hoogte, voor de voorrand van de oogkas. De schacht van het opperarmbeen beslaat twee derden van de totale lengte.

### Skelet
Zoneait heeft een gestroomlijnde schedel met ogen die zijdelings zijn gericht, zoals die van metriorhynchiden, in tegenstelling tot de meer naar boven gerichte ogen van andere niet-mariene aquatische crocodylomorfen. Men denkt dat de verschuiving in oogoriëntatie veranderingen in de voedingsecologie weerspiegelt; naar boven gerichte ogen zouden adaptief zijn geweest voor aquatische crocodylomorfen die op het land levende prooien van onder het wateroppervlak in een hinderlaag lokken, terwijl zijwaarts gerichte ogen adaptief zouden zijn geweest voor mariene crocodylomorfen die jagen in open mariene omgevingen. De voorpoten zijn niet afgeplat tot peddels zoals bij metriorhynchiden, maar de ellepijp is in lengte verminderd, wat aangeeft dat de reductie van de voorpoot begon bij de onderste ledematen en zich naar boven voortzette (het opperarmbeen van Zoneait is niet gereduceerd).

## Fylogenie
Zoneait is een lid van de Metriorhynchoidea, een clade van aan de zee aangepaste thalattosuchiërs die bestond tot het Vroeg-Krijt. Hij staat net boven Eoneustes in de stamboom.

## Levenswijze
Het skelet van Zoneait heeft verschillende aanpassingen voor het mariene leven op zee, maar behoudt kenmerken die kenmerkend zijn voor zijn op het land levende voorouders, wat aangeeft dat het een overgangsvorm is tussen de volledig mariene metriorhynchiden van het late Midden-Jura tot het Vroeg-Krijt, en eerdere niet-mariene krokodillen. De Snowshoeformatie werd afgezet in een ondiepe mariene omgeving in een tropisch 'forearc'-bekken, wat suggereert dat Zoneait een zeeroofdier was.
Wilberg ontdekte dat Zoneait het zustertaxon is van Metriorhynchidae, wat suggereert dat het meer uitgebreid had moeten worden aangepast aan het leven in zee dan Teleidosaurus en Eoneustes waren, maar minder aangepast dan echte metriorhynchiden als Metriorhynchus en Cricosaurus, die volledig marien waren.  Alles bij elkaar genomen geven de overgangskenmerken van Zoneait aan dat de aanpassing van metriorhynchoïden aan een mariene levensstijl begon met een verschuiving in de voedingsecologie en pas later veranderingen in de zwembeweging met zich meebracht.